# 東欧革命
東欧革命（とうおうかくめい）は、1989年にソビエト連邦（ソ連）の衛星国であった東ヨーロッパ（特にワルシャワ条約機構）諸国で共産主義体制が連続的に倒された反共産主義革命である。1989年革命や東欧民主化と呼ばれることもある。

## 概説
ソ連が、経済危機に伴う国力の低下によって東ヨーロッパでの影響力を弱めたことを背景に、1980年代末に市民や労働者によって共産主義政権が次々と倒された一連の民主化革命。
1989年11月のベルリンの壁崩壊、12月のルーマニア革命、同月のチェコスロバキア共産党の一党支配の崩壊、90年9月のポーランドの非共産党系内閣の誕生などをいう。

### 範囲
大きく分けて3種類の捉え方がある。
1. ポーランド（6月18日）とハンガリー（10月23日）における非共産党国家の成立に始まり、11月9日のベルリンの壁崩壊と11月17日のチェコスロヴァキアのビロード革命を経て、12月25日のルーマニアのチャウシェスク政権の崩壊に至るまでとする、「1989年に起こった革命」という狭義的な捉え方。
2. 加えて1991年のエストニア、ラトビア、リトアニアのバルト三国のソビエト連邦からの分離独立、同年12月のソビエト連邦の崩壊に至るまでとする、「1989年革命からソ連崩壊まで」という広義的な捉え方。
3. さらにソ連崩壊後の、ユーゴスラビア紛争（1991年 - 2000年）、アルバニア社会主義人民共和国の崩壊（1992年）まで含める最も広義的な捉え方。なおウィキペディアの英語版の記事（en:Revolutions of 1989）はバルト三国、ソビエト連邦、ユーゴスラビアでの出来事も含まれている。

### 名称
「東欧革命」「1989年革命」以外にも、「東欧民主化革命」（発生当時はこの名称が一般的であった）、共産党一党制国家のソ連が崩壊する序章となった点から「共産主義の崩壊」といった名称も見られる。また英語では「Spring of Nations」（「諸国民の春」、1848年革命）から、「Autumn of Nations」（「諸国民の秋」）という名称も作られた。なお「1989年革命」は中国の六四天安門事件に至る反体制運動も含む呼称として用いられることが多い。
本項目においては、歴史学の分野で一般的となりつつある「東欧革命」を表題とした。

### 意義
東欧革命は、冷戦を終わらせた出来事として有名であるが、民衆自身が立ち上がって一党独裁制・寡頭政治（共産党政府）による横暴を倒し、民主政治を立てた革命としても有名である。
20世紀の世界史でも重要な出来事であり、これにより東欧諸国がソ連の影響下から抜け出し、次々と民主化した。また東欧革命を皮切りにして、東欧以外の地域でも民主主義へ移行する国が増えた。
2021年現在、ヨーロッパ史で「現代」というと、この東欧革命以後の時代を指す例が一般的である。

## 経過
事態の推移、経過をなるべく時系列通りになるように簡潔に記す。個々の事件についての詳細は右テンプレートを参照されたい。

### 前史

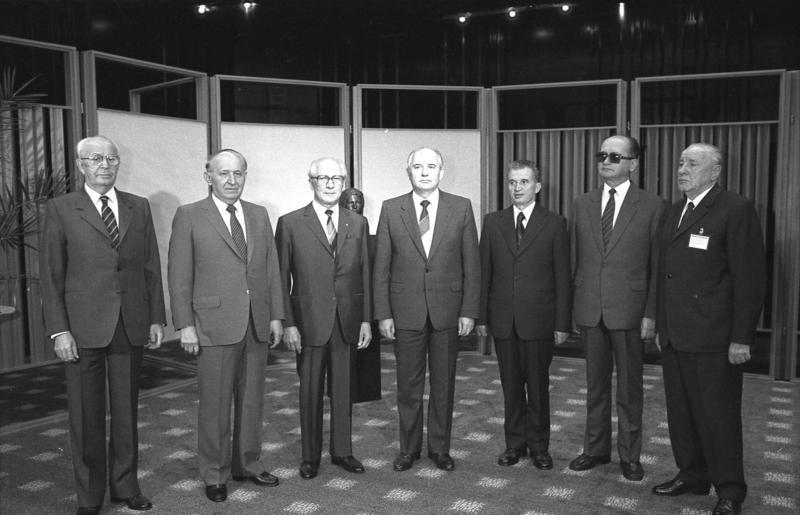
1987年に東ベルリンで行われたワルシャワ条約機構会議での東欧共産主義諸国の首脳達。左からフサーク（チェコスロバキア）、ジフコフ（ブルガリア）、ホーネッカー（東ドイツ）、ゴルバチョフ（ソビエト連邦）、チャウシェスク（ルーマニア）、ヤルゼルスキ（ポーランド）、カーダール（ハンガリー）。この会議から4年以内に、この写真に写っている全員が権力の座を奪われることになる。

東側社会主義国の民衆がソ連型社会主義の一党独裁政権に対して民主化を要求して立ち上がった事例は、1953年のベルリン暴動、1956年のハンガリー動乱、1968年のプラハの春など東欧革命以前にも存在し、ハンガリーのナジ・イムレやチェコスロバキアのアレクサンドル・ドプチェクのように民衆の要求に応えて改革を試みた政治家もいた。しかし、その度に出動したソ連軍によって民衆の運動は鎮圧され、改革派の政治家も処刑されたり党から追放されるなどした。ハンガリーではカーダール・ヤーノシュが比較的穏健な統治を行ったものの一党独裁制が改められることはなく、チェコスロバキアではグスタフ・フサークが「正常化体制」と称して改革派を党から追放し、強権的な体制が強化された。

### 予兆
ソ連型の経済システムは、ノルマをすぐに達成できるように在庫投資・設備投資が過剰になり、生産効率の低下や慢性的な消費財不足が発生していた。
1986年4月にソ連で起きたチェルノブイリ原子力発電所事故によりソ連国内が急激に衰退したことが東欧革命の起きた一つの主要理由とされる。1980年代のバルト海領域によるモスクワや自治権の要望の強まり、1988年になるとクレムリンはソ連国内といくつかの地域でコントロールを失った。
東欧革命の予兆は、1978年にポーランド出身のヨハネ・パウロ2世がローマ教皇に就任したことに始まる。共産主義政権側の人々でさえも尊敬するヨハネ・パウロ2世の存在は、それまで政府と反体制運動との間の力ずくの闘争であったポーランドの民主化運動の大転換を促すものであった。この大転換は1979年6月に祖国ポーランドを訪問した教皇がワルシャワで行った演説の中での「みなさん（共産主義体制を）恐れてはいけません。」との言葉により、まず大衆の確信により始まった。
ポーランドではポーランド統一労働者党による一党独裁支配が続いていたが、1956年のポズナン暴動によりヴワディスワフ・ゴムウカ政権も一定の自由化を許容せざるを得なくなり、スターリン主義からの脱却、農業集団化の廃止、カトリック教会への迫害停止などが行われ、表面上は民衆に擦り寄る政治が行われた。
しかし1970年代に入ると改革路線は行き詰まり、経済も停滞するようになった。このような中、70年代後半にポーランド国内で民主化を希求するユダヤ系活動家は反共団体「Workers' Defence Committee」を設立し、1980年にグダニスク造船所における労働者たちの自発的なデモをきっかけに、独立自主管理労働組合「連帯」が結成されると、民主化運動は大衆の衝動に引っ張られる形で、一時的に急進化・暴徒化した。この「革命」運動を抑えるためヴォイチェフ・ヤルゼルスキ書記長により戒厳令が敷かれた。
また、ヨハネ・パウロ2世は1981年と1982年の二度にわたり暗殺未遂の被害にあっている。1982年の暗殺未遂事件は教皇が行っていた歴史的規模の教会改革に反発した守旧派のスペイン人神父による犯行であったが、1981年の事件では犯人メフメト・アリ・アジャはトルコ人であったものの、教皇をソ連にとって最大の脅威となる人物として危険視していたソ連のKGBおよびKGBと結託したブルガリア政府の関与が明らかとなっている。トルコ人の犯人は共産主義者たちの口車に乗せられていたようで、後に獄中でヨハネ・パウロ2世と面会したとき、教皇に深く謝罪したとされ、教皇も彼を快く許している（2005年に教皇が亡くなったとき、アジャは深い悲しみに暮れ、長く喪に服したという）。
このときから、穏健派の中心メンバーおよび若手メンバーにより、ポーランドの民主化の実践面も精緻な理論化が行われた。メタ思想としてまず「市民」および「穏健主義」に関する理論は既に1971年の時点でオックスフォード大学のポーランド人哲学者レシェク・コワコフスキによる『スターリンの国家群：希望と絶望に関する見解』などといった研究により完成されていたので、問題は実践面の理論および計画であった。次なる課題は市民の形成および穏健主義の「定着」という実践であった。カリフォルニア大学バークレー校のポーランド人文学者で後にノーベル文学賞を受賞したチェスワフ・ミウォシュによりコワコフスキの哲学は一般の言葉に乗せて、ポーランド国内外のポーランド人に向けて正しく翻訳された。1983年にはコワコフスキとミウォシュがともに日本を訪問、長野県軽井沢町と長野市で国際シンポジウムに出席し、自分たちの理論すなわち「市民」と「穏健主義」の体系を日本人に紹介した。穏健派グループは熱心に組合員たちを説得した。
単なる労働運動でなく民主化運動と化した「連帯」においてはレフ・ヴァウェンサ（ワレサ）議長の指導のもと組織の内部が改革され、組合の下部組織だけでなく指導層でも穏健派により急進派が説得される形で急進路線が放棄されて、「連帯」の穏健路線が確定した。連帯内部での穏健派のメタ思想の指導者には先に挙げたコワコフスキやミウォシュがいた。実戦理論においてはアダム・ミフニクやヤツェク・クーロンがいた。ミフニクやクーロンは南部の山岳地帯にたびたび赴き、山の中でチェコスロバキアの民主化運動「憲章77」の指導者ヴァーツラフ・ハヴェル（のちのチェコ共和国大統領）たちと民主化運動の計画を練った。
この時の穏健派にはほかに、後にポーランド共和国大統領となるブロニスワフ・コモロフスキ（この当時は政治犯として長い間投獄されていた）やポーランド共和国首相となるドナルド・トゥスク（この当時は名門グダンスク大学でポーランド近現代史で歴史学の修士号を取得したのち、造船所の下請けの塗装業者として零細企業を経営、自らも親方として船の塗装をして働きながら、さらに「連帯」の組織内で穏健路線のための活動を熱心に行っていた）などがいた。いっぽう急進派の筆頭としてはのちにポーランド共和国大統領となるレフ・カチンスキとのちにポーランド共和国首相となるヤロスワフ・カチンスキの双子がいた。
さらにポーランドの経済学者や経済官僚たちはワルシャワ経済大学およびワルシャワ大学の出身者たちを中心として、ポーランド経済の安定化および持続的成長の実践的理論を模索していた。彼らの中には、のちに1990年1月より「バルツェロヴィチ・プラン」（「ショック療法」とも呼ばれる）を実行しハイパーインフレを鎮めかつ生産投資を急速に増加させてポーランド経済を一気に立て直したレシェク・バルツェロヴィチ、およびポーランド国立銀行（中央銀行）総裁のマレク・ベルカがいた。バルツェロヴィチはすでに1970年代前半にアメリカに留学し、1974年にはニューヨークの名門セント・ジョンズ大学で経営学修士号を取得しポーランドに戻っていたが、のちには「連帯」と行動を共にして、政権党であるポーランド統一労働者党を除名処分され、連帯の指導的理論家の一人となった。ベルカはこの時代はアメリカに渡り、コロンビア大学やシカゴ大学で経済学研究を行っていた。
在外ポーランド人の学者や官僚のなかにもこういった人々がいた。彼らの中には後にポーランド共和国財務相となるヤン・ヴィンツェント＝ロストフスキがいた。イギリス・ロンドンの生まれであるヴィンツェント＝ロストフスキはこのころロンドン・スクール・オブ・エコノミクス（LSE）で経済学と歴史学の研究、そしてポーランドの「連帯」の支援活動を続けていた。また、アメリカではこのころジミー・カーター政権であったが、その安全保障担当補佐官ズビグニュー・ブレジンスキーがポーランド生まれのポーランド人であることは広く知られたところである。ブレジンスキーはローマ教皇ヨハネ・パウロ2世とも密に連絡を取り合っていた。
このように、ポーランドでは民主化に向けてのメタ理論、実践理論、実践計画、そして役者たちがこのとき全て揃ったのである。
情勢が安定すると、ポーランドでは政府と反体制運動との間での非公式協議が幾度か開催され、段階的・穏健的な改革へ向けて進展した。この協議は当初の準備協議の段階では連帯のヴァウェンサ（ワレサ）議長率いる民主化運動の代表団と、政府側の代表団が向き合う形で行われた。会談の模様はテレビとラジオで全国に中継され、国民はこの行方を固唾を飲んで見守った。双方による激論の続いた準備協議は成功裏に終わり、次いで本協議が行われることとなった。のちの1989年に開催されることとなるこの本協議は対立する双方が向き合うのではなく、巨大な円卓を囲んで行ったことから、「円卓会議」と呼ばれている。このように対立から協力へ、急進から穏健へ、と方針転換したことで、ポーランドの民主化は体制側と反体制側の対話が進み、理論面・制度面・社会面で地盤が固まっていった。円卓会議の現場も全国にテレビとラジオで中継され、全国から意見が寄せられた。ポーランドでは国民すべてが参加した形で民主化に向けた協議が行われた。このこと自体が既に民主化の印であったのである。
ただ問題は、ポーランドをはじめとしたヨーロッパの共産圏一帯を政治的・軍事的に支配するソビエト連邦の存在であった。ポーランドによる民主主義・市場経済への体制転換が少しでもクレムリンを刺激した場合、ソ連によるポーランドへの政治的・軍事的な反動介入が起こる恐れがあったのである。実際にソ連は常にポーランドの政府高官たちを呼びつけては恫喝しつづけていた。ヴォイチェフ・ヤルゼルスキ書記長もベラルーシ（当時はソ連の白ロシア共和国）の深い森の中の小屋に呼び出され、ソ連の高官たちより恫喝を受けている。ヤルゼルスキは、民主化運動を巡ってソ連を刺激しすぎないことを第一に、ソ連から「ノルマ」として課されていた輸出用高級石炭の生産をいかに安定して継続するか、つねに頭を悩ませていた。
その後に起こった東欧革命の本格的展開は、1985年にソ連のミハイル・ゴルバチョフ政権が始めた「ペレストロイカ」により加速された。これは、ソ連の政治・経済の硬直を打開するために開始された政治改革であり、外交でも従来のソ連の外交政策の転換を図った。ゴルバチョフの外交に対する新方針は、一つは冷戦体制に基づいた旧来の外交政策を緊張緩和の方向に転換する事（新思考外交）、もう一つは、ソ連が持っていた東側諸国の共産党国家に対する統制、いわゆる「ブレジネフ・ドクトリン」の撤廃であった。このペレストロイカに則った「新思考外交」は、1988年3月の新ベオグラード宣言の中にも示され、またフランク・シナトラのヒット曲「マイ・ウェイ」から「シナトラ・ドクトリン」と呼ばれた。
「新思考外交」に対する東欧諸国の反応は様々であった。その中で、ポーランドとハンガリーは、情勢の変化を巧みに読み取り、また共産党内での体制変革の要求、ソ連に対する不信感から、この機会を利用して積極的に国内改革に取り組もうとする動きが起こった。
上記のポーランドの民主化は一気に具体化することになり、1989年には先に述べた世界史的事件「円卓会議」が開催され、体制側と反体制側の対立はまさに言葉通りの「大団円」で決着、「国民全体が参加する改革」の準備が最終的な仕上げの段階に入り、あとは実施するのみとなっていた。もはやポーランドにとっては、ソ連の情勢だけが問題であった。
他方、ハンガリーでは共産主義政権側が「グヤーシュ社会主義」とよばれる経済政策のもと、西側（とくに西ドイツとオーストリア）の資本（対内投資）を積極的に導入し、これを経済的担保とすることで「上からの改革」を行う路線を採った。ただし、対内投資の増加は対GDP比対外純債務を増加させ、後にハンガリー経済は長い深刻な経済停滞の時代を迎えることとなった。

### 各国の状況

#### ソビエト連邦
1985年にゴルバチョフ政権が始めた「ペレストロイカ」は東欧革命を結果的に推進した。これは、政治・経済の硬直を打開するために開始された政治改革であり、外交でも従来の外交政策の転換を図った。ゴルバチョフの外交に対する新方針は、一つは冷戦体制に基づいた旧来の外交政策を緊張緩和の方向に転換する事、もう一つは「ブレジネフ・ドクトリン」の撤廃であった。このペレストロイカに則った「新思考外交」は、1988年3月の新ベオグラード宣言の中にも示された。

#### ポーランド
ポーランドの無計画な経済政策は急激で膨大な食品価格のインフレを招いたほか、莫大な債務を作り出した。これにより暴力的な抗議運動が各地に広まり多数の死者が続出、軍が出動し暴動を鎮圧したが、急激な賃金の大幅な下落と食料物資不足や貧困が続き暴力的なストライキが繰り返された。政府は反政府運動を潰す為に戒厳（ポーランドの戒厳令）を導入。レフ・ヴァウェンサ率いる非共産党系の自由主義勢力である独立自主管理労働組合「連帯」の活動が進み、体制側と反体制側の代表者が集まって「円卓会議」を続けた結果、1989年6月18日に一部不完全な自由選挙を初めて行った。ポーランドは民主化に向けて一定の自由選挙、次いて完全自由選挙という二段階プロセスを踏む国民同士の激しい対立を避けた穏健な体制移行を採用した。共産党（ポーランド統一労働者党）系のヴォイチェフ・ヤルゼルスキ大統領のもとで「連帯」系のタデウシュ・マゾヴィエツキ内閣が成立し、政権移譲が行われた。後に完全自由選挙の下で大統領と上下両院の選挙が行われ、制度的な民主化が行われた。この1989年6月18日の普通選挙により、ポーランド統一労働者党ならびにポーランド人民共和国は解体され、多党制に基づくポーランド第三共和国が樹立された。

#### ハンガリー
ハンガリー人民共和国では社会主義労働者党（共産党）政権による「グヤーシュ共産主義」とよばれる経済政策のもと、西側諸国（西ドイツとオーストリア）の資本（対内投資）を積極的に導入し経済的担保とすることで「上からの改革」を行う路線が採られており、1980年代初頭には既に経済の自由化や議会の複数候補制などの改革を進めていたが、1988年5月に社会主義労働者党のカーダール・ヤーノシュ書記長が引退すると、社会主義労働者党内ではより急進的な改革を主張する勢力が実権を掌握するようになった。1989年2月に急進改革派は事実上の複数政党制を導入し、3月には円卓会議（ハンガリーの円卓会議）が遂行された。5月にはネーメト内閣が「財政上の理由」からハンガリーとオーストリア間の国境を開放し、鉄のカーテンに綻びが生じた。6月、民主活動家で後に首相になるオルバーン・ヴィクトルがハンガリー動乱で処刑されたナジ・イムレ元首相の名誉回復と改葬を主張する演説を行い、6月25日には社会主義労働者党は一党独裁制を完全に放棄した。8月19日、ハンガリーの野党勢力と社会主義労働者党の急進改革派は汎ヨーロッパ・ピクニックを行った。これを機にハンガリー国内で難民化していた東ドイツの市民がオーストリア経由で西ドイツへ脱出するようになり、東ドイツのベルリンの壁崩壊へと繋がっていった。
1989年10月には、社会主義労働者党は社会民主主義政党のハンガリー社会党へと改組、さらに10月23日には新憲法「ハンガリー共和国憲法」が施行され、ハンガリー人民共和国は終焉した。

#### 汎ヨーロッパ・ピクニック
1989年8月19日。ハンガリー国民のために開放されていたハンガリー・オーストリア国境を1000人ほどの東ドイツ市民がハンガリー社会主義労働者党の改革派や旧オーストリア・ハンガリー帝国皇室・ハプスブルク・ロートリンゲン家当主のオットー・フォン・ハプスブルクらの協力によって集団越境し、オーストリア経由で西ドイツに亡命した事件。この事件が報道されるや、東ドイツ市民が大挙してハンガリー、チェコスロバキアに押しかけ西ドイツへの脱出を試みた。ベルリンの壁の存在意義は相対的に低下し、11月の歴史的なベルリンの壁崩壊をもたらすきっかけとなった。

#### ベルリンの壁崩壊とドイツ再統一
分断国家であるドイツ民主共和国（東ドイツ）では「社会主義のイデオロギー」だけが国家の拠って立つアイデンティティであり、政治の民主化や市場経済の導入といった改革によって西ドイツとの差異を無くしてしまうことは、東ドイツと言う国家の存在理由の消滅を意味していた。このことを東ドイツ首脳部は知っていたため、ハンガリーやポーランド、さらには後ろ盾であるソビエト連邦で改革が始まっても、その波に抗い続けていた。最高指導者のエーリッヒ・ホーネッカー（ドイツ社会主義統一党(SED)書記長・国家評議会議長）は国家保安省（秘密警察）を使って国民に対する締め付けを強め、1988年には「東ドイツカラーの社会主義」なるものを打ち出し、ソ連の雑誌さえ発禁処分にしていた。しかしながら、これは国民は元よりSED党内ですら不満の声が上がるなど事態をより悪化させることになる。
1989年5月にハンガリーがオーストリアの国境を開放すると、ハンガリー・オーストリア経由で西ドイツへ脱出しようと多くの東ドイツ市民が東ドイツから逃げ出すようになった。既に改革を進めていたハンガリー政府は東ドイツ市民の逃亡を助ける形で1989年8月には汎ヨーロッパ・ピクニックを成功させ、さらには9月になると正式に東ドイツ国民をオーストリア経由で西ドイツへ出国させるようになった。東ドイツ政府は直ちにハンガリーに対し激しい抗議を行うも、元より実効性はない。
国民の大量出国やライプツィヒの月曜デモ等で東ドイツ国内は混乱していたが、ホーネッカーは事態を楽観視し、改革には背を向け続けていた。10月6日に東ドイツ建国40周年記念式典に参加したミハイル・ゴルバチョフはその際行われたSEDの幹部達との会合で自らの進めるペレストロイカを押し出した演説をしたのに対し、ホーネッカーは自国の社会主義の発展を自画自賛するのみであった。ホーネッカーの演説を聞いたゴルバチョフは軽蔑と失笑が入り混じったような薄笑いを浮かべてSEDの党幹部達を見渡すと、舌打ちをした。これによって、ゴルバチョフが改革を進めようとしないホーネッカーを否定したことがSEDの幹部達の目にも明らかになった。これを機にエゴン・クレンツやギュンター・シャボフスキーらのSED党幹部達はホーネッカーの失脚工作に乗り出し、10月17日にはSEDの政治局会議でホーネッカーの書記長解任動議が可決、翌10月18日にホーネッカーは正式に退任し、失脚した。
ホーネッカーの後継者となったエゴン・クレンツ政権は一党独裁内での緩やかな改革を模索し、1989年11月9日、翌日から施行予定の出国規制緩和策を決定した。その日の夕方、クレンツ政権のスポークスマン役を担っていたシャボフスキーはこの規制緩和策の内容をよく把握しないまま定例記者会見で「東ドイツ国民はベルリンの壁を含めて、すべての国境通過点から出国が認められる」と発表し、いつから発効するのかという記者の質問に「私の認識では『ただちに、遅滞なく』です」と答えてしまった。この発表は、東ドイツ政権内部での事務的な手違いによるものだとされる。この記者会見を観た東ベルリン市民がベルリンの壁の検問所に殺到し、殺到した市民への対応に困った国境警備隊の現場指揮官は11月9日の深夜に独断で検問所を開放した。11月10日に日付が変わると、どこからともなく持ち出された重機などでベルリンの壁は破壊され、その影響は世界史的に広まった。
12月には社会主義統一党が一党独裁制を放棄し、経済改革や政治の民主化が模索されたがそれは前述したように東ドイツの存在意義の消滅を意味しており、また元々ホーネッカー独裁体制下で疲弊していた東ドイツ経済は国内の混乱などによってさらに疲弊していった。これを受けて翌年の1990年3月に行われた、初の自由選挙では早期の東西統一を主張する勢力が勝利し、新しい東ドイツ政府は7月には東西の通貨統合、8月には東ドイツの西ドイツへの編入を定めた統一条約の締結と、矢継ぎ早に統一への手続きを進めた。こうして、ベルリンの壁崩壊から1年にも満たないうちの10月3日に東西ドイツは統一された。
又、ベルリン問題に一応の決着を見たため、1989年12月3日のマルタ会談では冷戦の終結が宣言された。そして何より、チェコスロバキアやルーマニアにおいて民主化を要求する市民たちを大いに鼓舞した。

#### ブルガリア
ブルガリアはスラヴ系、正教会の国家であり、他の東欧社会主義国よりも比較的親ソ的であった。このため、ポーランド、チェコスロバキア、ハンガリーのような反ソ的運動は起きず、1954年からブルガリア共産党のトドル・ジフコフ書記長（国家評議会議長兼務）の長期政権が続いていた。しかし、1984年に始まるトルコ系住民へのスラヴ名強制などの民族同化政策は1989年に至ってトルコ系住民のトルコへの大量流出、それによる労働人口の減少などを招き、ブルガリア国内の不安定化と国際社会の反発を生んだ。これに危機感を抱いた政治局員・外相のペータル・ムラデノフ、政治局員・国防相のドブリ・ジュロフら党幹部は11月10日にジフコフを辞任に追い込んだ。ブルガリアの場合、長期政権を崩壊させたのは民衆に拠るものではなかった。
後任となったムラデノフらはあくまでも一党独裁制の枠内での自由化を進めようとしたがこれをきっかけに市民側のデモが活発化し、12月には党の指導性を放棄することや自由選挙の実施などを決定せざるを得なくなった。1990年の自由選挙ではブルガリア社会党（共産党が改名）が過半数を制して政権を維持し、国家評議会議長のムラデノフが大統領となった。しかし、1990年6月になると前年にデモの武力鎮圧を示唆したとされるムラデノフの発言が問題視されたため、ムラデノフ大統領は辞任に追い込まれ、翌1991年に行われた2回目の自由選挙で社会党は下野した。

#### ビロード革命
ベルリンの壁崩壊を受けて、東欧の共産党国家の連鎖的な崩壊が始まった。チェコスロバキア社会主義共和国では、ポーランドやハンガリーのような予告された民主化の約束はなかった。しかし、ベルリンの壁崩壊に勇気付けられたチェコスロバキアでは、1989年11月17日に至り、民主化勢力を中心にデモやストライキ・ゼネストを度重なって行った。それらの事態を収拾できなくなった共産党政府はなし崩し的に民主化勢力との話し合いによる解決を模索することとなり、結果、両者は共産党による一党独裁体制の放棄と複数政党制の導入を妥結した。この「革命」では後のルーマニアのような流血の事態には陥らなかった。これを指してビロード革命と言う。

#### ルーマニア
チェコスロバキア、ハンガリー、ブルガリア、ポーランドでは国内の政権移譲が穏健に済んだのに対して、当初から国内の改革に全く否定的で共産党が政権の座に固執し続けたルーマニア社会主義共和国では、1989年12月16日に民主化革命が勃発し、治安維持部隊と市民の間で衝突が起こり、多数の犠牲者を出した。
12月25日にはルーマニア共産党の最高指導者であったニコラエ・チャウシェスク大統領夫妻が処刑され、夫妻の死体はテレビを通じて世界中に晒された。チャウシェスクの死によってルーマニア社会主義共和国は崩壊し、民主政体を敷くルーマニア（「共和国」などの政体名は付かない）が成立した。

## 革命の原動力
CSCE（欧州安保協力会議）
東欧革命の十数年前、すなわち1970年代のデタント（緊張緩和）期は、1980年代前半の「新冷戦」をはさみつつ、東欧革命の大きな力を与えていた。米ソや欧州諸国等の首脳が勢ぞろいして署名された、1975年のCSCEのヘルシンキ宣言（欧州の安全保障と協力に関する宣言）では、安全保障と人権の連携がみられた。すなわち同宣言の第一バスケットでは、人権の尊重や基本的自由は欧州の安全保障の原則として位置づけられた。第三バスケットでは、国境を越えた人の移動や情報の浸透について具体的な規定が設けられた。これらにより、すぐに人権や自由が東側で手に入れられると思う者はほとんどいなかったが、ヘルシンキ宣言をもとに東側では「ヘルシンキ・グループ」と呼ばれるNGOが、社会主義体制下にもかかわらず結成された（もちろん弾圧された）。そして憲章77や自主管理労組「連帯」の結成にもヘルシンキ宣言は思想的影響をもたらした。外交面では、西側はヘルシンキ宣言をもとにソ連のサハロフ流刑、ポーランドの戒厳令、チェコスロバキアの憲章７７への弾圧を批判することができた。そのため、ヘルシンキ宣言とその後のCSCEプロセス（再検討会議）が東欧革命をもたらした一つの大きな要因であると考えることもできる。
実際に1975年当時KGB議長であったアンドロポフは、ヘルシンキ宣言の政治的悪影響を予見し、ブレジネフと対立した。アンドロポフは、「われわれは社会主義に害をもたらす行為を援助するようなとりきめはしなかった。こうした行為とかかわりのある反動層の計画は、ヘルシンキで調印された文書のしかるべき項目とも全然関係ない」はずであった。しかし現実には「党と国民との結び付きが失われれば、その間隙に、勤労者の利益の表現者の役目を買って出るにせ者が登場する。民族主義的気運に反撃しなければ、社会主義世界には基盤がないはずの国家間紛争が発生する」 と危惧した通り、ソ連などの社会主義国家は崩壊に向かう。ヘルシンキ宣言の政治的代償はソ連にとって極めて大きかった。
西側からの承認の意味
また東西ドイツ基本条約により東ドイツの外交的承認や国交樹立がなされたことは、東ドイツにとって成果として宣伝されたが、逆に西側（帝国主義）に承認させることに意味があるという本質は、逆説的に、社会主義体制の劣位性を示唆することにもなった（西側による国家承認がなくとも労働者国家＝社会主義体制として確立していた、という従前のイデオロギーあるいはプロパガンダとの矛盾）。
放送
東欧革命の波及には、テレビが大きな役割を果たした。この時期すでに、ほぼすべての出来事がリアルタイムでニュースとして世界中に配信され、テレビを有する同時代人はこれを共通の体験として受け止めることができた。一方、東欧各国の共産党政府は国営放送を一元的に管理下に置いていた。これは政府が国民の受け取る情報を一貫してコントロール可能であることを意味する（そのため、ルーマニア革命では救国戦線軍が真っ先に国営放送を占拠した）が、にもかかわらず、周辺地域において進行する一連の革命を国民に隠すことは出来なかった。国外からの電波、特に西側諸国の衛星放送（エストニアではフィンランドのテレビ放送。東ドイツでは西ドイツのテレビ放送）が視聴できたためである。
ただし当時東側で衛星放送を視聴できた層は限定されている。1987年以降東側によるジャミング（妨害電波）がほとんど解除されていた（ラジオ・リバティなどを除く）こともあり、西側から東側向け短波放送（ラジオ）による影響も無視できない。
こうして、次々と入ってくる周辺諸国での変革の情報が、東欧各国での革命をさらに進行させることとなった。1989年6月18日のポーランド人民共和国の解体を皮切りにして、同年末日までの短期間で、（数年後に革命がおきたアルバニアを除く）東欧のすべての共産党国家が連鎖反応的に潰れた背景には、このようなメカニズムがあったのである。

## 革命の影響

### 冷戦の終結
東欧革命は、イデオロギー抗争という面を持った冷戦を終わらせた。特にベルリンの壁の崩壊によって、冷戦の最大懸案事項になっていたベルリン問題の解決に目処が付いたことが、理由としては大きい。1989年12月3日、マルタにおいてアメリカ合衆国大統領ジョージ・H・W・ブッシュとソ連共産党書記長（当時）のミハイル・ゴルバチョフが会談（マルタ会談）を行い、冷戦の終結が宣言された。冷戦の終結の意義は、世界史的に見てもきわめて大きい。
そして、東欧革命から2年後、1991年7月1日にはワルシャワ条約機構が廃止され、同年12月25日にはソビエト連邦が崩壊した。そして、ソビエト連邦が崩壊すると、米ソ二大国による核兵器による一触即発の事態の恐怖はしばらく低下したが、パキスタン、北朝鮮に核兵器が拡散した。

### 脱共産化
東欧革命によって成立した新国家は、国旗・国歌・国章・国籍マークを一斉に変更した。この時、共産党時代の「鎌と鎚」と「赤い星」は、国旗と国章から全て抹消された。
そして、ソビエト連邦崩壊後（1991年以後）の東ヨーロッパでは、脱共産化の一環として、共産主義とソビエト連邦の標章「鎌と鎚」を禁止する動きも起こっている。1993年以後のハンガリー、2007年以後のエストニア、2008年以後のリトアニア、2009年以後のポーランドがそれぞれ、「鎌と鎚」の使用を法律で禁止している。又、これらの国々では、共産主義の標章以外にも、ナチスドイツの標章である「鉤十字」も禁止している。これは、ナチスドイツとソビエト連邦という一党独裁による圧政が要因になっている。
この他の脱共産化政策として、共産党時代に実施された「政府がエリートを選ったアスリート（ステート・アマ）の育成」が廃止された。この結果、東欧のスポーツ界からは「共産主義の伝令官」という色彩が一掃された。

### 歴史認識の混乱
「東欧革命」「冷戦終結」「湾岸戦争」「ソビエト連邦の崩壊」と言う四連続の革命的事象は世界中の人々に大きな衝撃を与え、価値観の転換を迫った。
「核」の恐怖に怯えながらも、冷戦という対立構造は、歴史学に「安定した時代」として安寧をもたらし、政治思想にも「共産主義vs反共主義」という「二者択一の安定」をもたらしていた。しかし、東欧革命は、この「安定」を覆した。「安定」を覆された混乱は大きく、歴史学では「近代」という枠組みのあり方に大きな議論を呼んだ。フランシス・フクヤマの言う「歴史の終わり」や、ナタン・シャランスキーが言う「圧制に打ち勝つ自由の力」という発想も、1989年から1991年までの足掛け3年間の出来事から生まれた発想である。
2018年現在のヨーロッパ史では、東欧革命までが「近代」という枠の中で捉えられているが、東欧革命以前から行われてきたPostmodern（ポストモダン）という近代を批判的に捉える運動すら「近代」の枠組みに入ってしまうという混乱を招いた。つまり、歴史学は、もう一度歴史の再点検を迫られたのである。
又、ソビエト連邦が崩壊した後のアメリカ合衆国では、第二次世界大戦の連合国だった時代の歴史認識が復活している。アメリカ合衆国の政治家は、単に「反共主義」なのではなく、「民主主義」と「ファシズム」を区別するようになっている。つまり、政治理念の対立軸が、「共産主義vs反共主義」から、「全体主義vs民主主義」に変わったのである。この認識が、現在のアメリカ合衆国を初めとする民主国（冷戦の西側諸国に多い）と、中華人民共和国、朝鮮民主主義人民共和国、ロシア連邦、イラン・イスラム共和国といった共産国や個人独裁国との緊張を生み出している。
冷戦が終わってから2020年現在まで、アメリカ合衆国を嫌悪する勢力は、専ら共産党一党独裁（中国）や個人独裁（ロシア）など全体主義の国々である。こういった国々は、グローバル市場経済への参入により経済力を高める一方で、国内外からの民主化要求を拒否・弾圧（開発独裁）し、国力や軍事力を背景にアメリカの覇権に抗し、上海協力機構などの同盟を立ち上げている。
アメリカ側も「21世紀はアメリカの世紀となるべきだ」（「中国の世紀」に対するミット・ロムニーの発言）、「第二次世界大戦、ベトナム戦争での過ちはもはや許されない」（バラク・オバマの発言）と警戒を示し、日米豪印戦略対話のような対抗の動きを示している。同じく、2013年に当時の日本の安倍晋三首相が提案した「自由で開かれたインド太平洋構想」も、「共産国である中国vs民主国である日・米・台・豪・印」の構図である。しかし西側同士の日韓が対立する、ロシア・ウクライナ戦争ではインドがロシア制裁に消極的な立場に立つ、米中露のいずれにもバランス外交を行うパキスタン・サウジアラビアの存在など、構図はさらに複雑なものとなっている。
第二次世界大戦は「民主主義vs共産主義vsファシズム」が鼎立した構図とも言えるが、その後に到来した冷戦時代には、「第二次世界大戦は、『国際主義の連合国vsファシズムの枢軸国』の葛藤」という歴史認識が広まっていた。しかし、東欧革命によって、「共産主義はファシズムと同じ全体主義だった」という歴史認識が広まるようになった。この「全体主義vs民主主義」という歴史認識が、バルト三国や東ヨーロッパで「鎌と鎚」を「鉤十字」と同等に禁止する運動（前述）につながっている。